# Малка, Иван Трофимович
Иван Трофимович Малка (13 апреля 1921, Никопольский район — 7 октября 1944, Рижский уезд, генеральный округ Латвия) — старший сержант Рабоче-крестьянской Красной армии, участник Великой Отечественной войны, Герой Советского Союза (1945).

## Биография
Иван Малка родился 13 апреля 1921 года на хуторе Запорожский (ныне — Никопольский район Днепропетровской области Украины). После окончания семи классов школы работал забойщиком на шахте. В августе 1941 года Малка был призван на службу в Рабоче-крестьянскую Красную армию. С декабря того же года — на фронтах Великой Отечественной войны. В боях четыре раза был ранен. К июню 1944 года гвардии старший сержант Иван Малка командовал отделением 166-го гвардейского стрелкового полка 55-й гвардейской стрелковой дивизии 28-й армии 1-го Белорусского фронта. Отличился во время освобождения Белорусской ССР.
В ночь с 22 на 23 июня 1944 года отделение Малки успешно захватило важного «языка» и получило от него данные о минных заграждениях, после чего проделало в них проходы. Утром 23 июня Малка принял участие в разведке боем, предпринятой батальоном, лично уничтожив 10 вражеских солдат. 24 июня в бою Малка уничтожил 1 пулемёт и около 20 солдат и офицеров противника, 26 июня — ещё 1 офицера и несколько солдат, захватил дзот и взял в плен 40 солдат и офицеров противника. 27 июня 1944 года отделение Малки переправилось через Птичь и захватило плацдарм на её западном берегу, уничтожив около 30 солдат и офицеров противника. 7 октября 1944 года Малка погиб в бою на территории Латвийской ССР. Похоронен на воинском кладбище в посёлке Стивери Сигулдского края Латвии.
Указом Президиума Верховного Совета СССР от 24 марта 1945 года за «мужество, отвагу и героизм, проявленные в борьбе с немецкими захватчиками» гвардии старший сержант Иван Малка посмертно был удостоен высокого звания Героя Советского Союза. Также был награждён орденами Ленина и Красной Звезды, медалью «За отвагу».
В честь Малки названа улица в городе Покров Днепропетровской области.